# Слоник большой люпиновый
Слоник большой люпиновый (лат. Sitona gressorius) — вид клубеньковых долгоносиков из подсемейства Entiminae.

## Описание
Жук длиной от 8,5 до 10 мм. Волосовидные чешуйки на переднегруди впереди от передних тазиков образуют звездообразные фигуры. Головотрубка длинная, снизу не имеет резкого угловидного перегиба. Переднеспинка спереди значительно уже, чем сзади. Голова с глазами значительно уже переднеспинки.

## Галерея

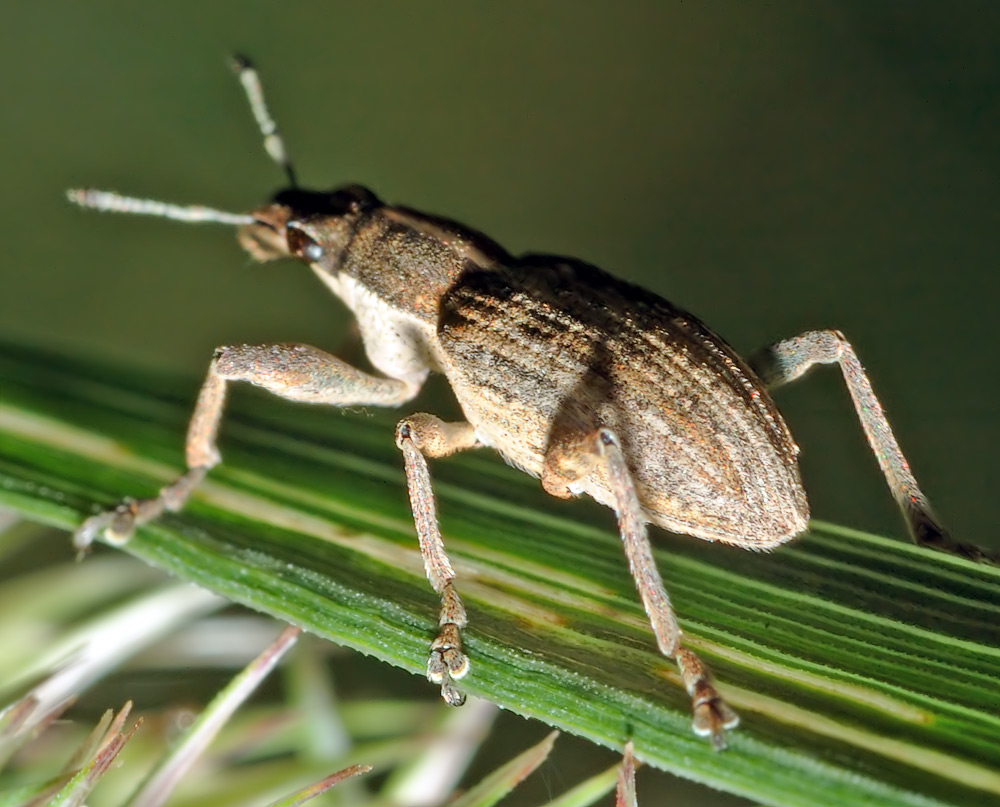
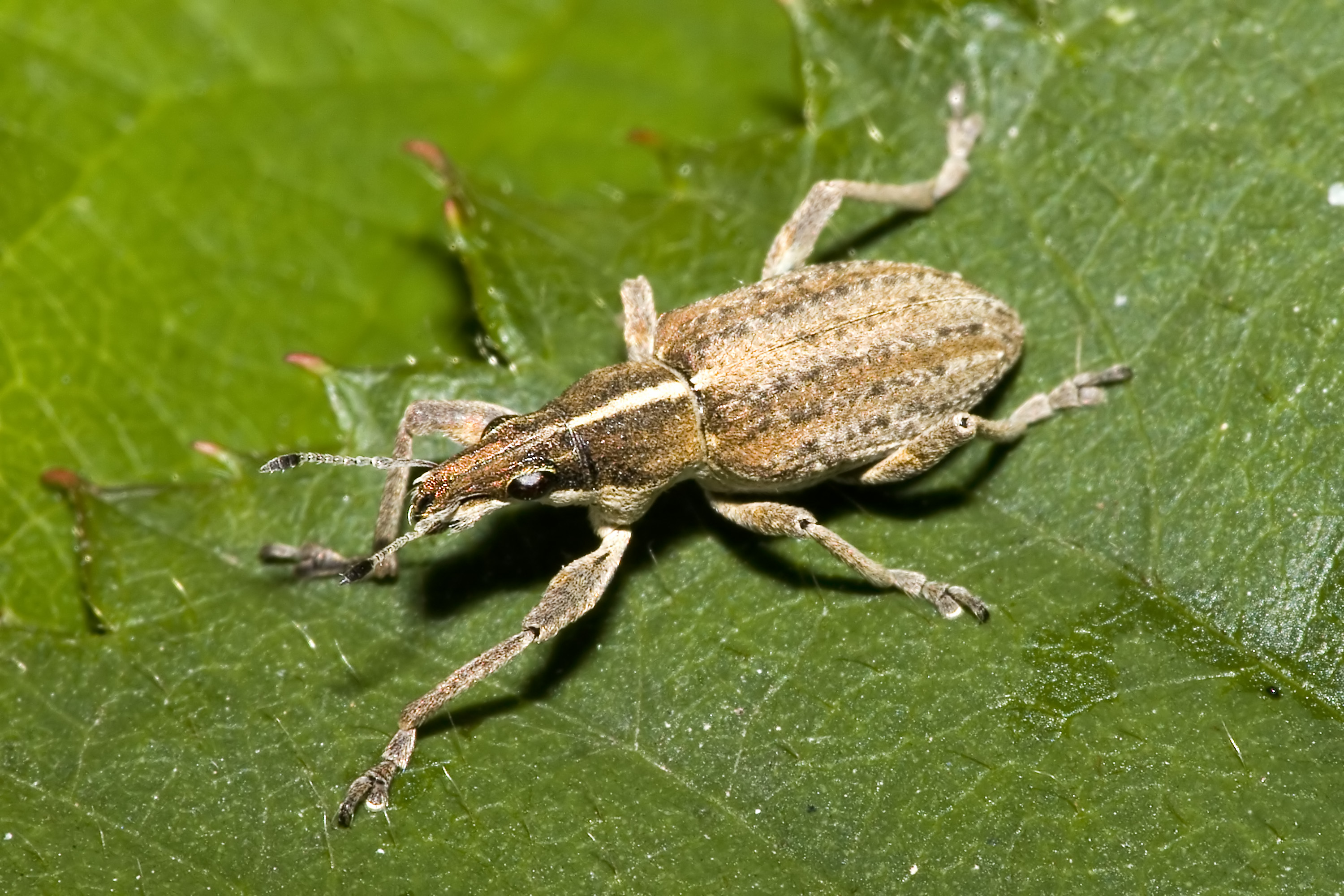
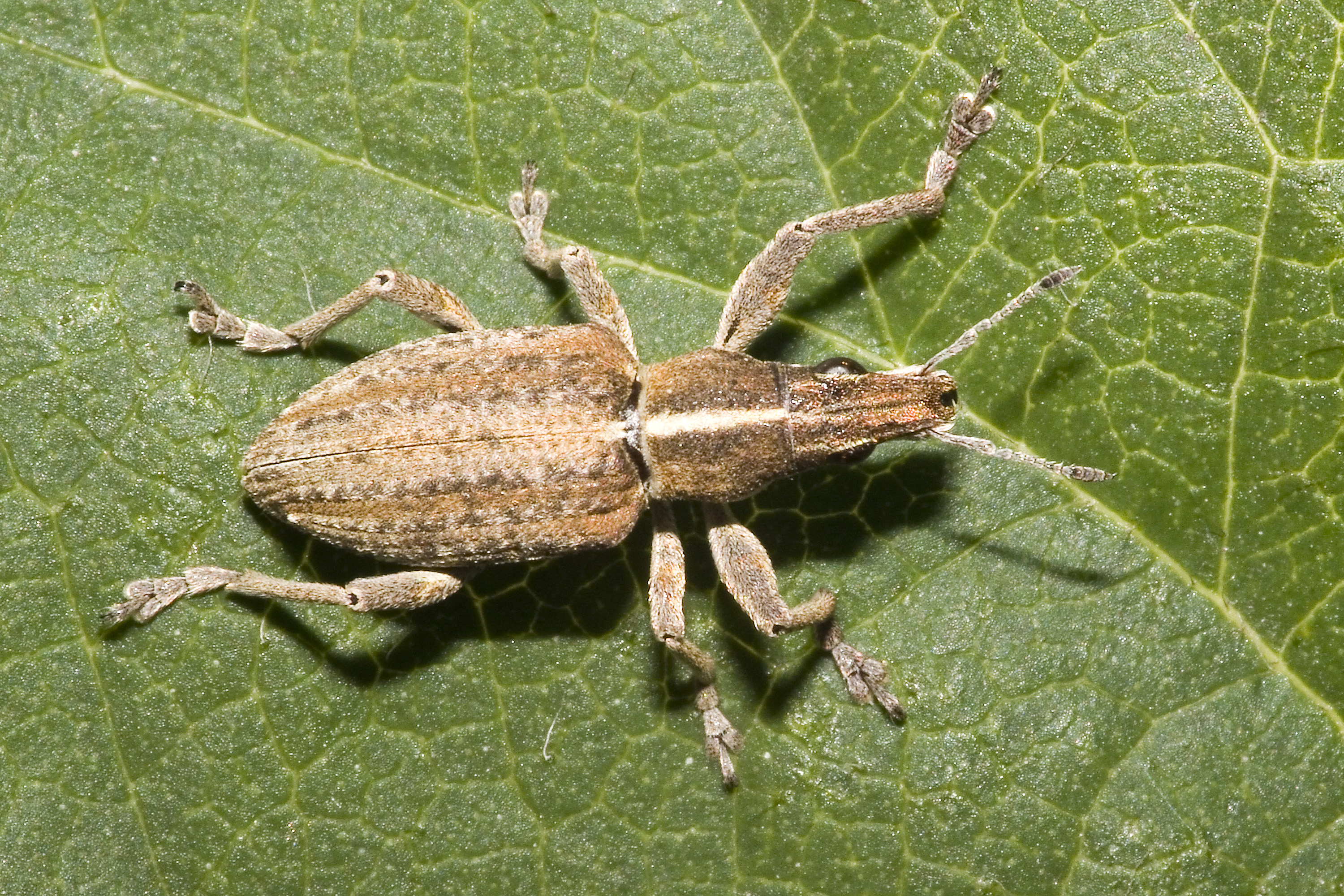